# Helena Bechlerowa
Helena Bechlerowa (ur. 2 grudnia 1908 w Łodzi, zm. 18 września 1995 w Warszawie) – polska pisarka, autorka wierszy i opowiadań dla dzieci, audycji radiowych, jak również tłumaczka z języka rosyjskiego.

## Życiorys
Córka Antoniego Michalskiego, pracownika poczty i Stanisławy z Zielińskich. Ukończyła seminarium nauczycielskie w Łodzi i w 1930 r. rozpoczęła pracę w szkole. Jednocześnie studiowała filologię polską w Wolnej Wszechnicy Polskiej w Warszawie (1937). W okresie okupacji pracowała w tajnym nauczaniu. Wyszła za mąż za Antoniego Bechlera, również nauczyciela.
Debiutowała w 1948 r. na łamach „Świerszczyka”. Pierwszą książkę „Jak kotek zwierzątka mlekiem częstował” wydała w 1958 r. Była redaktorem czasopism dla dzieci, a następnie przez wiele lat pracowała jako redaktor książek dla najmłodszych w Instytucie Wydawniczym „Nasza Księgarnia”.
Helena Bechlerowa jest zaliczana do najwybitniejszych postaci w historii polskiej literatury dla najmłodszych, a jej twórczość i oryginalna wyobraźnia dała początek tak niezwykłym opowieściom jak „Dom pod kasztanami” oraz „Za złotą bramą”.
Jej utwory były tłumaczone na języki: rosyjski, białoruski, czeski, chorwacki, niemiecki, angielski i francuski.
Zmarła w Warszawie 18 września 1995.

## Nagrody i odznaczenia
- 1970 – najlepsza książka roku za francuskie wydanie „Domu pod kasztanami” z ilustracjami Jana Marcina Szancera[3]
- 1975 – nagroda Prezesa Rady Ministrów za twórczość dla dzieci.

## Twórczość
- 1958 Jak kotek zwierzątka mlekiem częstował
- 1958 Śniadanie zajączka (zbiór wierszy)
- 1959 O żabkach w czerwonych czapkach (opowiadanie dla najmłodszych)
- 1959 Pokaż mi swój domek (opowiadanie dla najmłodszych)
- 1959 O kotku, który szukał czarnego mleka (opowiadanie dla najmłodszych)
- 1959 O lali, smutku i kogutku (zbiór wierszy)
- 1960 Miś na huśtawce (książeczka-zabawka)
- 1960 W Konwaliowej Gospodzie (zbiór wierszy)
- 1961 Zajączek z rozbitego lusterka (opowiadanie dla najmłodszych)
- 1962 Zielone jeże (zbiór wierszy)
- 1966 Koniczyna pana Floriana (opowiadanie dla najmłodszych)
- 1967 Dom pod kasztanami (pierwsza część cyklu, druga to Za Złotą Bramą; obie wydane z ilustracjami Jana Marcina Szancera)
- 1968 Wiosenna wędrówka (opowiadanie dla najmłodszych)
- 1969 Otwórz okienko (książeczka-zabawka)
- 1970 Poziomkowy kraj (zbiór wierszy)
- 1971 Wesołe lato (powieść dla najmłodszych)
- 1972 Zaczarowana fontanna (opowiadanie dla najmłodszych)
- 1973 Za Złotą Bramą (dalszy ciąg Domu pod kasztanami)
- 1975 Zima z białym niedźwiedziem (powieść dla najmłodszych)
- 1977 Kolczatek (opowiadanie dla najmłodszych wydane w serii „Poczytaj mi, mamo”)
- 1977 Zaczarowana fontanna (opowiadanie dla najmłodszych)
- 1979 Ciocia Arnika (powieść dla najmłodszych)
- 1982 Przygoda na balkonie (opowiadanie wydane w serii „Poczytaj mi, mamo”)
- 1985 Kącik ze smokiem (opowiadanie wydane w serii „Poczytaj mi, mamo”)
- 1986 Nie będzie kłopotu